# Merantau
Merantau is een bestuurslaag in het regentschap Rejang Lebong van de provincie Bengkulu, Indonesië. Merantau telt 1117 inwoners (volkstelling 2010).